# Sophie Westenbroek
Sophie Piest-Westenbroek (Steggerda, 26 mei 1948), is een voormalig Nederlands kortebaanschaatser. Op 28 december 1982 werd zij in Haren tweede op de NK Kortebaan achter Ietje Timmer. In 1973, 1974 en 1978 won zij de IJsselcup. In 1974 werd zij op de Jaap Eden baan als eerste vrouw Nederlands Kampioen op de marathon.
Sophie Westenbroek huwde met Harry Piest en werd na haar actieve schaatstijd trainer bij Hardrijders Club Heerenveen (HCH) op Thialf.

## Resultaten
| Jaar | Plaats | Kampioenschap |
| ---- | ------ | ------------- |
| 1973 | 6      | NK Allround   |
| 1974 | Goud   | NK Marathon   |
| 1974 | 7      | NK Allround   |
| 1975 | 8      | WK Allround   |
| 1975 | 10     | WK Sprint     |
| 1975 | Zilver | NK Allround   |
| 1976 | 8      | NK Allround   |
| 1977 | 3      | NK Allround   |
| 1978 | 13     | WK Allround   |
| 1978 | 11     | WK Sprint     |
| 1978 | 4      | NK Allround   |
| 1979 | 9      | WK Allround   |
| 1979 | 22     | WK Sprint     |
| 1979 | 7      | NK Sprint     |
| 1979 | Brons  | NK Allround   |
| 1980 | 4      | NK Allround   |
| 1980 | 24     | WK Allround   |
| 1981 | 6      | NK Allround   |
| 1982 | 13     | NK Allround   |